# Amt Neuhaus
Amt Neuhaus é um município da Alemanha localizado no distrito de Lüneburg, estado de Baixa Saxônia.